# Forêt-la-Folie
Forêt-la-Folie foi uma antiga comuna francesa na região administrativa da Normandia, no departamento de Eure. Estendia-se por uma área de 11,03 km². Em 2010 a comuna tinha 467 habitantes (densidade: 42,3 hab./km²).
Em 1 de janeiro de 2016, passou a formar parte da nova comuna de Vexin-sur-Epte.